# Herpyllus gertschi
Espèce
Herpyllus gertschi est une espèce d'araignées aranéomorphes de la famille des Gnaphosidae.

## Distribution
Cette espèce se rencontre au Mexique au Chihuahua et au Coahuila et aux États-Unis en Californie, en Arizona, au Nouveau-Mexique et au Texas,.

## Description
Les mâles mesurent 6,48 mm en moyenne et les femelles 8,39 mm.

## Étymologie
Cette espèce est nommée en l'honneur de Willis John Gertsch.

## Publication originale
- Platnick & Shadab, 1977 : A revision of the spider genera Herpyllus and Scotophaeus (Araneae, Gnaphosidae) in North America. Bulletin of the American Museum of Natural History, no 159, p. 1-44 (texte intégral).